# Florence Ferrari
Florence Ferrari, francoska diplomatka, * 7. junij 1969, Rabat, Maroko. 
Je nekdanja veleposlanica Francoske republike v Sloveniji.

## Življenjepis
Rodila se je 7. junija 1969 v maroškem glasnem mestu Rabat. Tam je bil njen oče, po izobrazbi filozof, svetovalec za kulturo. V Parizu je doštudirala politologijo, nato pa na Sorbonni še germanistiko. Med letoma 1995 in 1998 je delovala kot redaktorica na Direkciji za celinsko Evropo na francoskem zunanjem ministrstvu, med letoma 1998 in 1999 pa je bila na diplomatski izmenjavi na nemškem zunanjem ministrstvu v Bonnu. Nato je šest let delovala v Bruslju, sprva kot svetovalka na Stalnem predstavništvu Francije pri Evropski uniji, nato pa kot nacionalna strokovnjakinja na Generalni direkciji za širitev pri Evropski komisiji. 
Leta 2005 se vrne v Pariz, kjer postane vodja oddelka v Generalnem sekretariatu za evropske zadeve, službe francoskega premierja, čez štiri leta napreduje na mesto poddirektorice Oddelka za Zahodno Evropo na Ministrstvu za zunanje zadeve Francoske republike, leta 2013 pa postane poddirektorica Oddelka za politiko človeških virov na istem ministrstvu. Od leta 2015 deluje kot pooblaščena ministrica in svetovalka na francoskem veleposlaništvo v Kanadi, septembra 2018 pa postane veleposlanica Francoske republike v Republiki Sloveniji.
Poleg materne francoščine tekoče govori tudi angleško in nemško, pasivno pa tudi italijansko in rusko.